# Tiho
Tiho je album v živo akustičnih izvedb pesmi novomeške rock skupine Dan D, izdan leta 2013 pri založbi ZKP RTV Slovenija.

## Ozadje
Jeseni 2012 je skupina napovedala predrugačeno nadaljevanje koncertnih nastopov v akustičnem glasbenem izrazu. Projekt Tiho se je od Izštekanega razlikoval v uporabi inštrumentov. Namesto ustaljenih akustičnih (akustične kitare, boben, klavir ipd.) so člani skupine posegli po nekonvencionalnih glasbilih (žlica, kuhalnica, ribežen, zvončki, bisernica, ukulele, bariton, steklenice...). V podporo turneji so septembra 2012 v zgodnjih jutranjih urah izvedli nenapovedan jutranji nastop na Železniški postaji Ljubljana.
Turnejo Tiho jeseni 2012 je pospremil izid avdio kasete. Še večja posebnost kot sam format je bila njegova embalaža - okroglo, unikatno in na roke izdelano poleno iz jelševega lesa, pri ustvarjanju katerega so sodelovali tudi člani zasedbe. Na kaseti so bile zbrane predrugačene izvedbe sedmih že znanih uspešnic ter tri nove skladbe. Zadnja posnetka na strani A in B pa sta poslušalcem ponujala vpogled na priprave oz. razvoj projekta Tiho, saj je prvi nastal na vajah na podstrehi pevca Tomislava Jovanovića – Tokca, drugi pa na koncertu na Lentu istega leta.
Turneja Tiho, ki je prvotno potekala od 10. oktobra do 30. novembra na trinajstih izbranih koncertnih prizoriščih po Sloveniji, se po zadnjem nastopu ni končala. Zaradi razprodanega prvega večera so 8. in nato še 9. marca 2013 Dan D Tiho odigrali v Katedrali Kina Šiška. Istočasno je pri Založbi kaset in plošč RTV Slovenija izšel album Tiho, na katerem je 17 pesmi, ki so jih v okviru turneje v živo posneli v klubu LokalPatriot v Novem mestu. 
5. oktobra 2013 je nacionalna televizija prvič predvajala dokumentarni glasbeni film z različnih koncertnih in vadbenih prizoriščih turneje Tiho, katerga jedro predstavljajo posnetki obeh koncertov v Kinu Šiška, ki ju je povezoval Jure Longyka.

## Seznam pesmi
1. »San san« – 5:00
2. »Počasi« – 4:13
3. »Rekli so tiho« – 4:00
4. »Plešeš« – 3:04
5. »Pozitivne misli« – 5:09
6. »Polna luna« – 4:08
7. »Čuti se kot konec sveta« – 3:57
8. »Moj problem« – 2:24
9. »Kamn« – 4:53
10. »Voda« – 5:40
11. »Tiho« – 4:42
12. »Čas« – 5:20
13. »Love Song« – 4:24
14. »Tvoje je vse« – 3:10
15. »Daj mi daj« – 5:38
16. »Jutranja« – 3:52
17. »Za naju punca« – 3:44

## Zasedba

### Dan D
- Tomislav Jovanović – Tokac — vokal, bisernica, mandolina, kuhalnica, orglice, agogo, žlica
- Dušan Obradinovič – Obra — steklenice, cohon, kongo, tarabuka, razni zvonci, shaker, činele, djemba, bariton, ribežen
- Marko Turk – Tučo — ukulele, bisernica, mandolina, slide kitara, klobuk
- Boštjan Grubar — melodika, cabasa, maracas, vibraslap, zill, twin shaker, thunder drum, zvončki, malezijski angklung, prazna steklenica cvička, vocoder
- Nikola Sekulović — polakustična bas kitara brez prečk, žlica, kuhalnica, jajčka, gruljenje, živci

### Ostali
- Silvijo Selman — fotografiranje
- Igor Ilić — miksanje, mastering
- Blaž Erzetič — oblikovanje ovitka